# Room for Two
Room for Two é um filme de comédia produzido no Reino Unido, dirigido por Maurice Elvey e lançado em 1940.